# Прібоєнь
Прібоєнь, Прібоєні (рум. Priboieni) — село у повіті Арджеш в Румунії. Входить до складу комуни Прібоєнь.
Село розташоване на відстані 93 км на північний захід від Бухареста, 17 км на схід від Пітешть, 117 км на північний схід від Крайови, 95 км на південний захід від Брашова.

## Населення
За даними перепису населення 2002 року у селі проживали 573 особи, усі — румуни. Усі жителі села рідною мовою назвали румунську.